# Kaunispe
Koordinaten: 58° 2′ N, 22° 5′ O

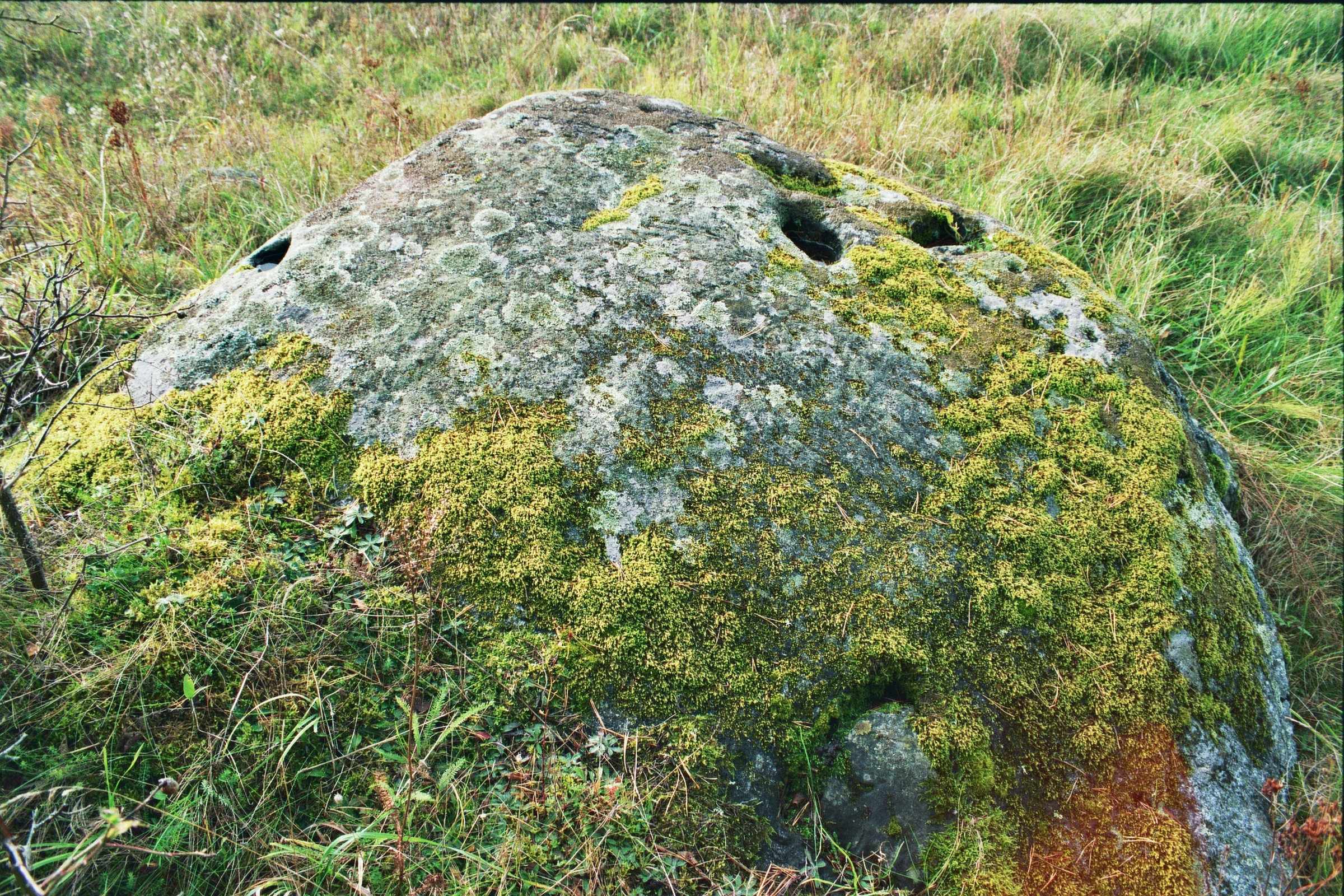
Der sog. „Teufelsstein“ von Kaunispe, ein Kultstein aus prähistorischer Zeit.

Kaunispe (auch Kaunispä, deutsch Kaunispäh) ist ein Dorf (estnisch küla) auf der größten estnischen Insel Saaremaa. Es gehört zur Landgemeinde Saaremaa (bis 2017: Landgemeinde Torgu) im Kreis Saare.

## Einwohnerschaft und Lage
Der Ort an der Westküste der Halbinsel Sõrve hat 22 Einwohner (Stand 31. Dezember 2011). Er liegt 33 km südwestlich der Inselhauptstadt Kuressaare.

## Hafen
In Kaunispe befindet sich seit 1964 ein kleiner Hafen. Es wurde 1973/74 erweitert und besonders von der Fischerei für den Flunderfang genutzt.

## Söhne und Töchter des Ortes
- Johannes von Sengbusch (1828–1907), deutsch-baltischer Pädagoge und Besitzer von Gut Kaunispe
- Berühmtester Sohn von Kaunispe ist der estnische Komponist Olev Sau (1929–2015), der in Kaunispe geboren wurde.